# Bionoblatta mastrucata
Bionoblatta mastrucata es una especie de insecto blatodeo de la familia Blaberidae.

## Distribución geográfica
Se la puede encontrar en Brasil.

## Sinónimo
- Bion mastrucata Rehn, 1937.